# Damascus (band)
Damascus is een Nederlandse christelijke hiphopgroep bestaande uit de rappers Martee (Martin Edens), Frenzy (Frans Petersen) en MaddoC (Matthijs Hemink) en zangeres Eline Edens.
De groep vormde zich in 2010 vanuit het verlangen om een christelijk hiphop-collectief op te richten. Onder toeziend oog van Bob The Poet (Bob Venus) sloten zich verschillende rappers aan bij de hiphopgroep. De huidige samenstelling, oorspronkelijk met initiatiefnemer Bob, begon te werken aan het eerste album. Dit album werd goed ontvangen, waarna de groep in 2012 een Zilveren Duif ontving voor Beste Nieuwkomer. Voor de release van het tweede album, Zuivere Koffie, besloot Bob Venus zich te richten op zijn solo-carrière. Het drietal ging verder onder dezelfde naam. In 2016 sloot zangeres Eline Edens zich aan bij de groep.
Damascus won vier Zilveren Duif Awards, in 2019 onder meer in de categorieën Lied van het Jaar en Beste Samenwerking (Het licht met Kinga Bán) en Beste urban/gospelalbum (Nieuwe ronde nieuwe kansen).

## Discografie
- 2011: Tot hier en niet verder
- 2014: Zuivere koffie
- 2018: Nieuwe ronde nieuwe kansen[3]
- 2020: Niet van deze wereld (EP)
- 2025: Niets te vrezen